# Джефферсон Фарфан
Дже́фферсон Агусті́н Фарфа́н Гуадалу́пе (ісп. Jefferson Agustín Farfán Guadalupe; нар. 26 жовтня 1984 року, Ліма, Перу) — перуанський футболіст, нападник збірної Перу та «Альянса Ліма» (Ліма).

## Клубна кар'єра

### Ранні роки
Джефферсон Фарфан народився і виріс у столиці Перу, Лімі. У Джефферсона було важке дитинство, він ріс без батька. Його мати, Росаріо Гуадалупе, працювала танцівницею фестехо (перуанського народного танцю). Займатися футболом розпочав у Академії «Депортіво Мунісіпаль», де провів п'ять років. У сім років міг перейти в стан конкурента свого клубу — «Універсідад». Туди його запросив президент Альфредо Гонсалес. Втім треба оплатити форму, а сім'я Фарфана була бідною і Джефферсон не зміг перейти
У 1998 році Фарфана придбав столичний клуб «Альянса Ліма».

### «Альянса Ліма»
У 16 років Фарфан дебютував на дорослому рівні в рідному клубі «Альянса Ліма». Це сталося в день незалежності Перу — 28 липня 2001 року — 25 хвилин проти «Депортіво Ванка» поряд з рідним дядьком Роберто Фарфаном. «Альянса» перемогла в самому кінці — 2:1. Регулярно з'являтися на полі почав з 2002 року, а в наступних сезонах став ключовим гравцем основи. В сезонах 2002/03 та 2003/04 допоміг своїй команді виграти головний національний трофей.

### ПСВ
У 2004 році почалася європейська кар'єра Фарфана. Він підписав п'ятирічну угоду з голландським клубом ПСВ, з яким пережив по-справжньому золоту епоху. Сума трансферу склала 2 млн євро. У складі «червоно-білих» Джефферсон дебютував в жовтні 2004 року в поєдинку проти «Геренвена». До кінця сезону провів 28 матчів регулярної першості, забивши 8 голів. Разом з нідерландським клубом дійшов до півфіналу Ліги Чемпіонів 2004/05, забивши в 12 матчах 5 голів. Перший гол у єврокубках забив 20 жовтня, вразивши ворота «Русенборга» (2:1).
В наступних двох сезонах Фарфан забив по 21 голу в 31 матчі національної першості. За підсумками сезону 2006/07 став найкращим бомбардиром команди, а також був визнаний найкращим футболістом у себе на батьківщині. За чотири роки в ПСВ Джефферсон провів 163 матчі і забив 71 гол. В жодному з сезонів він не залишався без чемпіонських титулів, ставши одним із найтитулованіших перуанських футболістів початку XXI століття. У березні 2008 року Фарфан оголосив, що не буде продовжувати угоду зі своїм нинішнім клубом. На нього відразу ж було оголошене полювання, багато клубів прагнули роздобути у свої ряди талановитого форварда.

### «Шальке 04»
У червні 2008 року німецький «Шальке 04» виграв суперечку на трансферному ринку за Джефферсона Фарфана в «Тоттенгем Готспур» та «Фіорентини». Фарфан підписав контракт з «Шальке» на 4 роки. Команда з Гельзенкірхена заплатила за гравця збірної близько 10 млн євро. Дебютував в основі «Шальке» 10 серпня 2008 року в матчі Ліги Чемпіонів проти «Атлетіко». Провів на полі 70 хвилин і нічим, крім жовтої картки, не відзначився. Через місяць дебютував в рамках Бундесліги, відзначившись голом з пенальті у ворота дортмундської «Боруссії» (3:3). У дебютному сезоні забив 11 голів і роздав 7 гольових передач, ставши п'ятим гравцем Бундесліги за системою гол+пас.

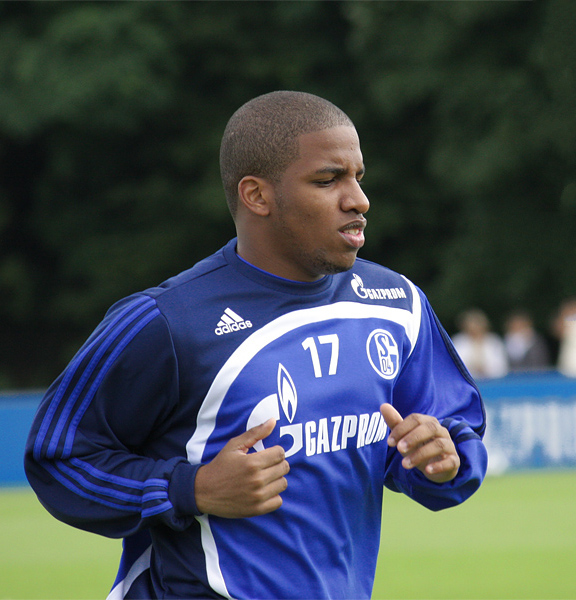
Фарфан у складі «Шальке 04» в 2008 році.

У сезоні 2009/10 став безальтернативним форвардом «кобальтових», відзначившись 8 голами в 32 матчах Бундесліги. Фарфан став автором єдиного гола в принциповому «Рурському дербі» проти «Боруссії» (Дортмунд), а «Шальке» здобув першу виїзну перемогу в цьому протистоянні за шість років. Влітку 2010 року в «Шальке» прийшов форвард «Мілана» Клас-Ян Гунтелар. 16 серпня Джефферсон відзначився першим дублем за «кобальтових» у поєдинку Кубка Німеччини проти «Аалена». Автором двох гольових передач став голландський форвард. Разом з цими гравцями клуб з Гельзенкірхена завоював перший трофей за дев'ять років, обігравши у фіналі Кубка Німеччини «Дуйсбург» з рахунком 5:0. Фарфан став автором єдиного гола на стадії чвертьфіналу, вразивши ворота «Аугсбурга» (0:1). У повторному матчі 1/8 фіналу Ліги чемпіонів УЄФА 2010/11 Фарфан забив два м'ячі у ворота «Валенсії» і приніс своїй команді перемогу.
У сезоні 2011/12 Джефферсона почали переслідувати травми. До того ж в стан «кобальтових» перейшла легенда «Реал Мадрида» Рауль Гонсалес, який зумів нав'язати конкуренцію перуанському форварду, змусивши того сісти на лаву запасних. По ходу сезону відзначився трьома голами, забивши єдиний м'яч у виїзному поєдинку проти «Баєра 04» (0:1) — основного конкурента «Шальке» у боротьбі за третє місце, а також відзначившись вже рядовим голом у ворота дортмундської «Боруссії», яка, незважаючи на це, обіграла своїх сусідів з рахунком 2:1 і оформила чемпіонство. В кінці серпня 2012 року Фарфан продовжив контракт з «гельзенкірхенцями» до 2016 року.
У дебютному матчі сезону 2012/13 проти «Аугсбурга» став автором трьох гольових передач на Гунтелара, Джонса і Пападопулоса. У тому сезоні Бундесліги забив 6 голів, три з яких виявилися переможними. 18 січня 2013 року Фарфан відкрив рахунок на 46-ій хвилині в домашньому матчі проти «Ганновера». Протягом наступних 45 хвилин суперники забили ще 8 голів, а Фарфан віддав гольову передачу на Льюїса Голтбі, який став автором переможного м'яча — 5:4.
Сезон 2013/14 міг стати найуспішнішим в кар'єрі Фарфана. У дебютному матчі проти «Гамбурга» він відзначився гольовою передачею на Юліана Дракслера. Потім сам вже вражав ворота «ПАОКа» (1:1) та «Баєра» (2:0). На відрізку листопад-грудень Фарфан зумів забити 7 голів, оформивши дубль у ворота «Штутгарта» (3:0).
Повернувшись із зимової перерви, перуанський форвард відзначився відмінним пострілом зі штрафного, вразивши ворота «Гамбурга». Цей м'яч був визнаний кращим у січні. У цьому ж матчі Фарфан отримав невелику травму стегна, яка згодом посилилася й вибила його з гри до кінця сезону. Згодом Джефферсон взяв участь в одному з квітневих матчів, а також вийшов на заміну в поєдинку передостаннього туру проти «Нюрнберга» і відзначився черговим чудово виконаним стандартом. Цей гол у підсумку увійшов у п'ятірку найкрасивіших голів Бундесліги сезону 2013/14. На одному з товариських матчів передсезонного турне 2014/15 Фарфан отримав травму коліна, знадобилося термінове хірургічне втручання, і гравець вилетів на вісім місяців.

### «Аль-Джазіра»
20 липня 2015 року було оголошено про досягнення принципової домовленості між «Шальке» і еміратським клубом «Аль-Джазіра» щодо трансферу Фарфана. 23 липня Джефферсон пройшов медогляд у новому клубі, який запропонував гравцеві зарплату в розмірі 10 мільйонів євро в рік; сума трансферу склала 7 мільйонів євро. Однак у Еміратах заграти не вдалося. Провівши всього 12 матчів і забивши 4 голи, клуб розірвав договір, бо перуанець неодноразово порушував деякі пункти в особистому контракті. У складі «Аль-Джазіри» Джефферсон виграв Кубок президента.

### «Локомотив»

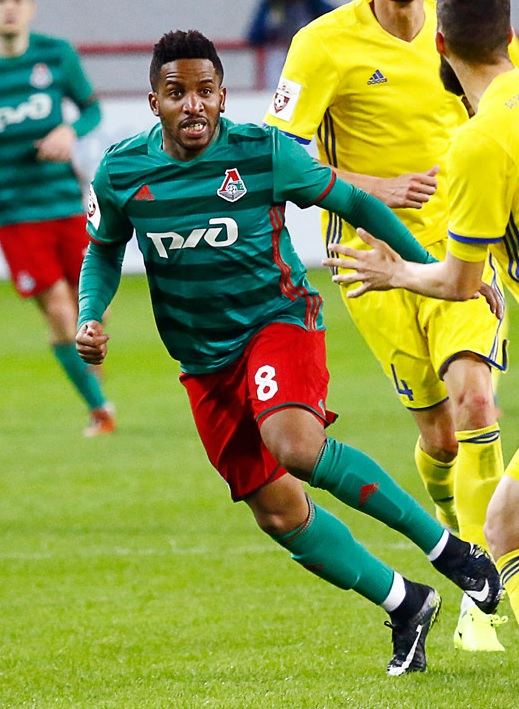
Фарфан у складі «Локомотива». 2017 рік.

29 січня 2017 року Фарфан підписав контракт з московським «Локомотивом». 1 квітня забив перший м'яч у дебютному гостьовому матчі проти «Уфи» (0:1). 21 липня року забив другий гол за клуб в гостьовому матчі другого туру проти ЦСКА, матч завершився перемогою (1:3). 29 жовтня року оформив дубль і віддав гольову передачу Олексію Міранчуку в гостьовому матчі проти «Зеніта», матч завершився перемогою (0:3). 23 листопада оформив дубль у домашньому матчі 5-го туру групового етапу Ліги Європи проти «Копенгагена» (2:1). 2 грудня в домашньому матчі проти казанського «Рубіна» забив гол в кінцівці матчу, і приніс перемогу своєму клубу (1:0). 7 грудня у заключному турі групового етапу Ліги Європи УЄФА, в гостьовому матчі проти чеського клубу «Злін» забив гол, матч завершився перемогою (0:2). 11 грудня року оформив дубль у ворота «Тосно». Матч завершився перемогою з рахунком 3:1. 4 червня московський клуб продовжив контракт з перуанцем на два роки. У сезоні 2017/18 Фарфан став найкращим бомбардиром команди, забивши 14 м'ячів у 32 матчах і допоміг клубу вперше за 14 років виграти чемпіонат Росії.

## Виступи за збірні
2001 року дебютував у складі юнацької збірної Перу, взяв участь у 7 іграх на юнацькому рівні, відзначившись 7 забитими голами.
Протягом 2003—2004 років залучався до складу молодіжної збірної Перу. На молодіжному рівні зіграв в 11 офіційних матчах, забив 1 гол.
Дебютував у складі національної збірної Перу 2003 року в товариському матчі проти Гаїті (5:1), вийшовши на заміну замість Клаудіо Пісарро і ставши автором п'ятого голу своєї команди. Перший м'яч у офіційних матчах забив 6 вересня 2003 року, вразивши ворота збірної Парагваю в рамках відбіркового турніру до чемпіонату світу 2006 року.
У 2004 році вирушив у складі збірної на домашній Кубок Америки 2004 року, де практично не грав, але один гол все ж встиг забити, вразивши ворота Венесуели (3:1). Згодом брав участь у Кубку Америки 2007 року у Венесуелі.
Брав активну участь у відбірковій компанії до чемпіонату світу 2014 року. Збірна Перу вдало почала, набравши 4 очки в перших двох матчах проти Венесуели 2:1 (обидва м'ячі на рахунку Фарфана) і Аргентини (1:1). Однак потім перуанська дружина помітно здала і не зуміла пробитися на фінальний турнір, який проходив у сусідній Бразилії.
Наступного року був учасником розіграшу Кубка Америки 2015 року у Чилі, де зайняв з командою на третє місце. Фарфан також був ключовим виконавцем для Перу під час кваліфікації на чемпіонату світу 2018 року, де він забив 3 голи. Крім цього Джефферсон забив один з двох голів у домашній перемозі 2:0 проти Нової Зеландії в рамках міжконтинентального плей-оф за право зіграти на мундіалі. Ця перемога дозволила перуанцям вийти на чемпіонат світу 2018 року у Росії після 36-річної відсутності, куди поїхав і сам Фарфан.

## Статистика виступів

### Статистика клубних виступів
| Сезон                          | Команда                        | Чемпіонат                      | Чемпіонат | Чемпіонат | Національний кубок | Національний кубок | Національний кубок | Континентальні кубки | Континентальні кубки | Континентальні кубки | Інші змагання | Інші змагання | Інші змагання | Усього | Усього |
| Сезон                          | Команда                        | Ліга                           | Ігор      | Голів     | Ліга               | Ігор               | Голів              | Ліга                 | Ігор                 | Голів                | Ліга          | Ігор          | Голів         | Ігор   | Голів  |
| ------------------------------ | ------------------------------ | ------------------------------ | --------- | --------- | ------------------ | ------------------ | ------------------ | -------------------- | -------------------- | -------------------- | ------------- | ------------- | ------------- | ------ | ------ |
| 2001                           | «Альянса Ліма»                 | ПД                             | 1         | 0         | -                  | -                  | -                  | -                    | -                    | -                    | -             | -             | -             | 1      | 0      |
| 2002                           | «Альянса Ліма»                 | ПД                             | 25        | 3         | -                  | -                  | -                  | ПАК                  | 3                    | 1                    | -             | -             | -             | 28     | 4      |
| 2003                           | «Альянса Ліма»                 | ПД                             | 37        | 13        | -                  | -                  | -                  | КЛ+ПАК               | 6+2                  | 0                    | -             | -             | -             | 45     | 13     |
| 2004                           | «Альянса Ліма»                 | ПД                             | 23        | 18        | -                  | -                  | -                  | КЛ                   | 5                    | 4                    | -             | -             | -             | 28     | 22     |
| Усього за «Альянса Ліма»       | Усього за «Альянса Ліма»       | Усього за «Альянса Ліма»       | 86        | 34        |                    | -                  | -                  |                      | 16                   | 5                    |               | -             | -             | 102    | 39     |
| 2004–05                        | ПСВ                            | E                              | 28        | 8         | КН                 | 4                  | 0                  | ЛЧ                   | 13                   | 1                    | -             | -             | -             | 45     | 9      |
| 2005–06                        | ПСВ                            | E                              | 31        | 21        | КН                 | 4                  | 3                  | ЛЧ                   | 8                    | 2                    | СН            | 1             | 0             | 44     | 26     |
| 2006–07                        | ПСВ                            | E                              | 30        | 21        | КН                 | 3                  | 2                  | ЛЧ                   | 8                    | 0                    | СН            | 1             | 0             | 42     | 23     |
| 2007–08                        | ПСВ                            | E                              | 29        | 7         | КН                 | 1                  | 0                  | ЛЧ+КУЄФА             | 6+3                  | 1+1                  | СН            | 0             | 0             | 39     | 9      |
| Усього за ПСВ                  | Усього за ПСВ                  | Усього за ПСВ                  | 118       | 57        |                    | 12                 | 5                  |                      | 38                   | 5                    |               | 2             | 0             | 170    | 67     |
| 2008–09                        | «Шальке 04»                    | БЛ                             | 31        | 9         | КН                 | 4                  | 3                  | ЛЧ+КУЄФА             | 1+5                  | 0                    | -             | -             | -             | 41     | 12     |
| 2009–10                        | «Шальке 04»                    | БЛ                             | 33        | 8         | КН                 | 3                  | 0                  | -                    | -                    | -                    | -             | -             | -             | 36     | 8      |
| 2010–11                        | «Шальке 04»                    | БЛ                             | 28        | 3         | КН                 | 6                  | 3                  | ЛЧ                   | 10                   | 4                    | СН            | 1             | 0             | 45     | 10     |
| 2011–12                        | «Шальке 04»                    | БЛ                             | 23        | 4         | КН                 | 1                  | 0                  | ЛЄ                   | 10                   | 0                    | СН            | 0             | 0             | 34     | 4      |
| 2012–13                        | «Шальке 04»                    | БЛ                             | 27        | 6         | КН                 | 1                  | 0                  | ЛЧ                   | 7                    | 1                    | -             | -             | -             | 35     | 7      |
| 2013–14                        | «Шальке 04»                    | БЛ                             | 25        | 9         | КН                 | 2                  | 2                  | ЛЧ                   | 7                    | 1                    | -             | -             | -             | 34     | 12     |
| 2014–15                        | «Шальке 04»                    | БЛ                             | 9         | 0         | КН                 | 0                  | 0                  | ЛЧ                   | 0                    | 0                    | -             | -             | -             | 9      | 0      |
| Усього за «Шальке 04»          | Усього за «Шальке 04»          | Усього за «Шальке 04»          | 176       | 39        |                    | 17                 | 8                  |                      | 40                   | 6                    |               | 1             | 0             | 234    | 53     |
| 2015–16                        | «Аль-Джазіра»                  | ПЛ                             | 9         | 2         | КП+КЛ              | 2+0                | 0                  | ЛЧ                   | 0                    | 0                    | -             | -             | -             | 11     | 2      |
| 2016–17                        | «Аль-Джазіра»                  | ПЛ                             | 3         | 2         | КП+КЛ              | 3+0                | 1                  | ЛЧ                   | 0                    | 0                    | СК            | 1             | 0             | 7      | 3      |
| Усього за «Аль-Джазіру»        | Усього за «Аль-Джазіру»        | Усього за «Аль-Джазіру»        | 12        | 4         |                    | 5                  | 1                  |                      | 0                    | 0                    |               | 1             | 0             | 18     | 5      |
| 2016–17                        | «Локомотив» (Москва)           | ПЛ                             | 6         | 1         | КР                 | 2                  | 0                  | -                    | -                    | -                    | -             | -             | -             | 8      | 1      |
| 2017–18                        | «Локомотив» (Москва)           | ПЛ                             | 15        | 8         | КР                 | 0                  | 0                  | ЛЄ                   | 6                    | 4                    | СР            | 1             | 0             | 22     | 12     |
| Усього за «Локомотив» (Москва) | Усього за «Локомотив» (Москва) | Усього за «Локомотив» (Москва) | 21        | 9         |                    | 2                  | 0                  |                      | 6                    | 4                    |               | 1             | 0             | 30     | 13     |
| Усього за кар'єру              | Усього за кар'єру              | Усього за кар'єру              | 413       | 143       |                    | 36                 | 14                 |                      | 100                  | 20                   |               | 5             | 0             | 554    | 177    |

### Статистика виступів за збірну
| Дата      | Місто        | Господарі | Результат | Гості | Турнір             | Голи | Примітки |
| --------- | ------------ | --------- | --------- | ----- | ------------------ | ---- | -------- |
| 21-6-2018 | Єкатеринбург | Франція   | 1 – 0     | Перу  | ЧС 2018 - 1-й етап | -    | 46'      |
| Усього    |              | Матчів    | 1         |       | Голів              | 0    |          |

## Досягнення
«Альянса Ліма»
- Чемпіон Перу: 2001, 2003, 2021

 «ПСВ»
- Чемпіон Нідерландів: 2004-05, 2005-06, 2006-07, 2007-08
- Володар кубка Нідерландів: 2004-05

 «Шальке»
- Володар кубка Німеччини: 2010-11
- Володар Суперкубка Німеччини: 2011

 «Аль-Джазіра»
- Володар кубка Президента ОАЕ: 2015-16

 «Локомотив» (Москва)
- Володар Кубка Росії: 2016-17, 2018-19
- Чемпіон Росії: 2017-18
- Володар Суперкубка Росії: 2019

 Перу
- Срібний призер Кубка Америки: 2019
- Бронзовий призер Кубка Америки: 2015